# Projeto Cingapura
O projeto Cingapura foi um projeto de habitação de baixo custo em São Paulo criado como uma tentativa de habitação mais digna para populações que vivem em favelas. O nome faz referência ao Housing Development Board de Singapura (onde mais de 80% da população vive em habitações públicas desenvolvidas pelo HDB).
As unidades deveriam receber infraestrutura de qualidade, incluindo luz, água e esgoto. Além disso, contariam com a contratação de equipe de segurança para mitigar a questão da criminalidade. Grande parte do trabalho seria feito pelos próprios moradores das favelas existentes nos locais deveriam — as quais deveriam ser removidas — e os materiais de construção deveriam ser fornecidos gratuitamente aos construtores. Uma das maiores dificuldades em construir nos terrenos das favelas são os grandes declives em que elas costumam se desenvolver. A topografia difícil é a principal razão pela qual os proprietários da terra não a utilizavam, já que a terraplenagem se mostrou cara demais. Apenas um décimo dos apartamentos propostos foram concluídos, com foco nos moradores que viviam em terras marginais, como várzeas.
Há uma insatisfação generalizada dos moradores com a forma como o projeto se desenvolveu. Muitas das torres não foram concluídas, deixando um horizonte repleto de edifícios inacabados. Alguns moradores estão muito frustrados com a forma como o governo os tratou. Muitos moradores que tinham sua renda e lazer em atividades artesanais não podiam mais desenvolvê-las por ser um ambiente controlado pelos proprietários; muitos se mudaram das unidades e até mesmo cometeram suicídio.
As unidades construídas são consideradas malsucedidas pois muitas famílias, que costumavam viver em favelas, sentiram que a mudança de ambiente foi brusca. A expansão das unidades habitacionais são era possível, o que se tornou ainda mais prejudicial já que muitos tentaram trazer animais para os apartamentos. Apenas 14 mil das 140 mil unidades projetadas foram realmente construídas.